# Grande Hotel (Natal)
Grande Hotel é um hotel e uma construção histórica do Brasil situada na cidade de Natal, no bairro da Ribeira. Projetado pelo arquiteto francês Georges Munier, começou a operar em setembro de 1939 sob a gestão de Theodorico Bezerra.
Grandes figuras da sociedade brasileira se hospedaram no Grande Hotel, inclusive Gaspar Dutra, Cordeiro de Farias e Mascarenhas de Morais, além de hospear soldados norte-americanos durante a segunda guerra mundial.